# Misioneras de la Divina Providencia
Las Misioneras de la Divina Providencia fueron una congregación católica fundada el 1944 en Algemesí por el sacerdote Bernardo Asensi Cubells.
Esta organización se encargaba "de evangelizar los pobres, dar la catequesis, atender las parroquias y el servicio doméstico de los sacerdotes diocesanos, y crear guarderías infantiles". La sede se localiza en la casa de la beata Josefa Naval i Girbés.
Los miembros no han sido monjas ni religiosas porque no fue aprobado por el Instituto de la Vida Consagrada. Desde décadas van gestionar una serie de nueve inmuebles, entre otros la escuela infantil Virgen del Pilar, situada en Bonrepòs i Mirambell. 
El cuatro de junio de 2017 falleció una de los miembros, la hermana Encarna. Pocos días después fue disuelta por orden del Arzobispado de Valencia justificándose en que la asociación tenía menos de tres miembros, que es el número mínimo, y le fueron asignados dos gestores nombrados por el arzobispo de entonces Antonio Cañizares Llovera. Además el Arzobispado valenciano bloqueó las cuentas bancarias de la entidad, la guardería de Benrepòs pasó a ser gestionada por la Fundación San Vicente Mártir y pasaron los registros contables de la organización a la Fiscalía porque sospecharon de malversación de fondos por parte de la directora Rosa Choque. Respecto la guardería de Bonrepòs hubo una reacción negativa por parte del alcalde Rubén Rodríguez, las familias clientas y algunos otros vecinos. Hay poca educación, siempre hay problemas